# تپه بوری
تپه بوری مربوط به دوره اشکانیان - دوره ساسانیان است و در شهرستان گرمی، بخش موران، دهستان اجارود شرقی، روستای سیاوش کندی واقع شده و این اثر در تاریخ ۷ اسفند ۱۳۸۶ با شمارهٔ ثبت ۲۱۲۶۲ به‌عنوان یکی از آثار ملی ایران به ثبت رسیده است.